# Fueguina
Fueguina là một chi bướm đêm thuộc họ Geometridae.